# Hurry Xmas
「Hurry Xmas」（ハリー クリスマス）は、日本のロックバンド、L'Arc〜en〜Cielの33作目のシングル。2007年11月14日発売。発売元はKi/oon Records。

## 概要
前作「DAYBREAK'S BELL」以来約1ヶ月半ぶりとなるL'Arc〜en〜Cielの2007年第4弾シングルで、本作は2007年11月に発売された11thアルバム『KISS』の先行シングルとなっている。また、本作は5ヶ月連続リリース（シングル・アルバム・DVD、合計6作品）の一環としてリリースされている。
本作の表題曲「Hurry Xmas」は、L'Arc〜en〜Cielの音源において初めてクリスマスという言葉が曲名や歌詞に使用された楽曲で、ストリングス、ホーン、アコーディオンを大々的に導入したジャズテイストのクリスマスソングに仕上げられている。なお、この曲の前奏部分は2007年6月より開催したホールツアー「Are you ready? 2007 またハートに火をつけろ!」において、オープニングアニメーション映像に合わせたS.E.として先行披露されている。このオープニングS.E.について、tetsuyaは「きっとみんな、普通にありものの曲を流していると思っていたんじゃないですかね」と述べている。ちなみに本作発売当初は、表題曲にタイアップが付いていなかったが、発売翌週の2007年11月23日から福岡県・天神で行われるイベント「天神のクリスマスへ行こう2007」のテーマソングに使用されることとなった。また、発売翌年の2008年11月末からは、「NEXUS 4」の後を継ぎ、富士重工業「スバル・レガシィ」のCMソングに使用されている。（詳細は楽曲解説の項目を参照）
また、カップリング曲には、表題曲をリアレンジしたインストゥルメンタル「Hurry Xmas -Silent Night version-」が収められている。さらにパートチェンジバンド、P'UNK〜EN〜CIELによるL'Arc〜en〜Cielの楽曲のセルフカバーが収録されている。

## リリース

### リリース形態
本作は、初回生産限定盤（CD＋DVD）通常盤（CD）の2形態でリリースされており、いずれの形態も2007年12月25日までの42日間の期間限定で生産・販売された。初回盤には「Hurry Xmas」と「I Wish 2007」のミュージック・ビデオに加え、ホールツアー「Are you ready? 2007 またハートに火をつけろ!」で流していたオープニングアニメーション映像が収録されたDVDが付属している。「I Wish 2007」は、パートチェンジバンドのP'UNK〜EN〜CIELによるL'Arc〜en〜Cielの楽曲のセルフカバーであり、P'UNK〜EN〜CIELが発表した音源で唯一ミュージック・ビデオが制作されている。さらに、初回盤は限定ギフトBOXパッケージ仕様となっており、「Hurry Xmasスペシャルフォトカード」と「わくわくオーナメント」が封入されている。ちなみに、初回限定盤の規格品番は、表題曲がクリスマスソングであることに因んで、KSCL-1224とKSCL-1225が付けられている。
2007年のシングル発売から約1年後となる2008年11月26日には、パッケージ及び封入特典の装いを一新し、完全生産限定盤として再発売されている。この「2008年盤」はCD＋DVDの2枚組となっているが、収録内容についてはオリジナルのものと同仕様となっている。また、2009年12月9日、2010年11月24日にも再び装いを新たに完全生産限定盤として発売されている。「2009年盤」および「2010年盤」は、前年までの企画盤と同じくCD＋DVDの2枚組でCDの収録内容も同仕様となっているが、付属のDVDにはライヴツアー「TOUR 2007-2008 THEATER OF KISS」で披露した「Hurry Xmas」と「I Wish 2007」のライヴ映像が新たに収録されている。

### チャート他
本作は発売初週のオリコン週間シングルチャートにおいて、前作「DAYBREAK'S BELL」に続く4作連続の首位獲得とはならなかったが、タイアップ無し、期間限定生産品、さらにアルバム発売1週間前のタイミングで発売された先行シングルという作品であるにもかかわらず、フィジカルの初動売上枚数は10万枚を突破している。
また、2007年末にオリコンが実施した「今年聴きたいクリスマスソングランキング」の調査で、「Hurry Xmas」が全体で5位、高校生部門では1位を獲得している。以後も様々な媒体が調査した「クリスマスをテーマにした楽曲の人気ランキング」でたびたびランクインしており、「Hurry Xmas」はL'Arc〜en〜Cielを代表するクリスマスソングとなっている。

## ミュージックビデオ
表題曲「Hurry Xmas」のミュージック・ビデオは、芳賀薫がディレクターを務めた作品となっている。映像は、サンタクロースに扮したエキストラが催すパーティーを舞台に、メンバー4人が楽し気に演奏するという内容になっている。
このミュージック・ビデオは、本作の初回生産限定盤に付属するDVDに初収録され、本作発売から約1年2ヶ月後となる2009年2月25日に発表したクリップ集『CHRONICLE 4』にも収録された。また、2019年12月11日には公式YouTubeアーティストチャンネルにおいて、YouTube Music Premium限定で映像の有料公開が開始されている。前述のYouTubeチャンネルでの有料公開開始から約2年5ヶ月後となる2022年5月6日からは、同サイトで映像の無料公開が開始されている。

## 収録曲
| #         | タイトル                                                   | 作詞      | 作曲      | 編曲                                        | 時間  |
| --------- | ---------------------------------------------------------- | --------- | --------- | ------------------------------------------- | ----- |
| 1.        | 「Hurry Xmas」(L'Arc〜en〜Ciel)                            | hyde      | hyde      | L'Arc〜en〜Ciel, Hajime Okano, Daisaku Kume | 4:49  |
| 2.        | 「I Wish 2007」(P'UNK〜EN〜CIEL)                           | hyde      | tetsu     | TETSU P'UNK                                 | 4:19  |
| 3.        | 「Hurry Xmas -Silent Night version-」(L'Arc〜en〜Ciel)     |           | hyde      | L'Arc〜en〜Ciel, Hajime Okano, Daisaku Kume | 4:40  |
| 4.        | 「Hurry Xmas (hydeless version)」(L'Arc〜en〜Ciel)         |           | hyde      | L'Arc〜en〜Ciel, Hajime Okano, Daisaku Kume | 4:49  |
| 5.        | 「I Wish 2007 (TETSU P'UNKless version)」(P'UNK〜EN〜CIEL) |           | tetsu     | TETSU P'UNK                                 | 4:18  |
| 合計時間: | 合計時間:                                                  | 合計時間: | 合計時間: | 合計時間:                                   | 22:55 |

## 楽曲解説
1. Hurry Xmas / L'Arc〜en〜Ciel
  - 作詞・作曲: hyde / 編曲: L'Arc〜en〜Ciel & Hajime Okano & Daisaku Kume

ストリングス、ホーン、アコーディオンを大々的に導入した、3連符のギターフレーズが印象的なジャズテイストのクリスマスソング。L'Arc〜en〜Cielとしてこれまでに発表してきた楽曲の中には、クリスマスの時期をイメージして詞がつけられた作品がいくつかあったが、クリスマスという言葉をタイトルや歌詞に使用した曲はこれが初となった。
クリスマスソングを制作することにした経緯について、作詞・作曲を担当したhydeは「俺、今まで"クリスマス"って言葉も商業的な匂いがして大っ嫌いだったし。以前もtetsuが作ってきた"I Wish"という曲とかもクリスマスっぽいニュアンスで渡されはしたんだけど、クリスマスって言葉だけは使いたくな〜いと思って、それに近い言葉をどんどん入れてったんだけど。何か俺の判断基準で行くと、この曲ならありかなぁと思って。で、どうせ行くんなら突き抜けたいなぁと思って、思いっ切りラヴリーな歌詞を書いて行った[8]」と述べている。また、tetsuyaはこの曲について「こうやってクリスマスソングだ！って作ってそのタイミングに出すということは初めてなので。たぶん何年か前だと恥ずかし過ぎて"いゃだよ!"って感じだったと思うんだけど―― それはhydeの中でもバンドの中でもそうだと思うんです。それが、割り切ってクリスマス狙いでやるっていうのも、今ならいいんじゃないか？っていう雰囲気に、みんながなったんだと思いますけどね[9]」と本作発売当時に述べている。
この曲のレコーディングではギター、ベース、ドラムの他に、様々な楽器が使用されているが、hydeの制作したデモ音源は、アコーディオンとジャズバンドの音のみで構成された、シンプルな4ビートのジャズポップだったという[10]。ただ、このデモを選曲会で披露した際、他のメンバーから様々なアレンジ案があがったことにより、結果的に管弦楽器を入れたゴージャスなアレンジが施されることになった[10]。hyde曰く、メンバーから出たアレンジ案には様々なアイデアがあったといい、デモ音源のようなシンプルなジャズにする案や、骨太なロカビリー的なニュアンスにする案、ディズニー映画で流れるような雰囲気にする案などがあったという[10]。この曲の最終的なイメージについて、hydeは「最終的にはもう少しブライアン・セッツァー的なニュアンスが出ればいいなぁと思って、そんな感じで録ってったんです[10]」と述べている。また、この曲のギター録りにおいてkenは、デモのジャジーな雰囲気を踏まえ、フルアコのギブソン・ES-175をベーシックとして使用している[11]。さらに、ギターソロパートではガットギターが使用されている[11]。ちなみにken曰く、この曲のギターソロ録りでは、ゴダン製のエレガット・ギターも試しで弾いてみたというが、結局音源には採用されていない[11]。
上記のように、様々なアレンジ案があがったことから、この曲の制作は試行錯誤の連続で、完成まで長い期間を要したという。レコーディングを振り返り、hydeは「オーケストラがいっぱい入ってるけど、オーケストラがなくなったとしてもアコーディオンさえあれば自分のイメージはクリアできる曲だって、そう自分の中で決まっちゃったんです。だからたとえオーケストラがガンガンに入ってきたとしても、その核の部分だけは残したいなという気持ちが最後まであったんで、その融合が大変でしたね[8]」と述べている。また、アレンジ作業にはバンドの共同プロデューサーである岡野ハジメに加え、エイジアン・ファンタジー・オーケストラの一員でもあった久米大作（ex.プリズム、ex.THE SQUARE）が参加している。
余談だが、メンバーは様々な音楽誌で、この曲の演奏に苦労したというエピソードを当時述べている。kenは「聴く人は楽しいかもしれないけど、演奏は大変でした[12]」、tetsuyaは「この曲は運指っていうよりも、フレーズを覚えて間違えないで弾くっていうことが難しい（笑）[13]」「（ずっと動いてるから）一度間違えると戻れない[13]」と語っている。なお、tetsuya曰く、アルバム『KISS』に収録された楽曲でこの曲に限り、ベース録りがレコーディングの最後に実施されたという。
歌詞は、タイトルに表れているように、クリスマスを待ち焦がれる想いが溢れた内容となっている。歌詞のテーマとなったクリスマスのイメージについて、hydeは「日本人だから、31日の大晦日に向かってる感じもありながら、街が冬に向かってどんどんライトアップされて、メルヘンに近づいていく感じがもう、堪んないっすね。本当に冬が好きだなぁ、俺。って思う[14]」と述べている。
2. I Wish 2007 / P'UNK〜EN〜CIEL
  - 作詞: hyde / 作曲: tetsu / 編曲: TETSU P'UNK (※) 2010年盤は、作曲：tetsuya / 編曲：T.E.Z P'UNK 表記

パートチェンジバンド、P'UNK〜EN〜CIELによる、4thアルバム『True』の収録曲「I Wish」のセルフカバー。
表題曲「Hurry Xmas」をクリスマスソングとして制作していたことを踏まえ、かつてhydeがクリスマスをイメージして作詞した「I Wish」がセルフカバーされることとなった[8]。この選曲はアレンジを担当したtetsuyaが行っており、tetsuyaは「P'UNK〜EN〜CIELもクリスマスにしようと思って。だって、せっかく"Hurry Xmas"のシングル買ってクリスマスソングな気分になってる時にデスメタルが来たら、ぶち壊しじゃないですか[15]」と選曲の理由を述べている。なお、hydeはこの選曲について「この曲をクリスマス・シングルのカップリングにするのはとても彼らしい、とてもいいアイディアだなぁと思いましたね[16]」と語っている。
また、tetsuya曰く、アレンジ作業ではシド・ヴィシャスの「マイ・ウェイ」を意識していたといい[17]、「バラードっぽく始まる曲があってもいいかな[17]」というtetsuyaの考えのもとアレンジされている。
3. Hurry Xmas -Silent Night version-
  - 作曲: hyde / 編曲: L'Arc〜en〜Ciel & Hajime Okano & Daisaku Kume

表題曲「Hurry Xmas」のアレンジ違いによるインストゥルメンタルバージョン。このバージョンでは、最初はピアノとバイオリンの二重奏で始まるが、1サビ以降に様々な鍵盤楽器、管楽器が入る構成となっている。なお、このバージョンは本作限定の収録楽曲となっており、アルバムには収録されていない。

## タイアップ
Hurry Xmas
- 福岡県・天神主催イベント「天神のクリスマスへ行こう2007」テーマソング
- 富士重工業「スバル・レガシィ」CMソング

## 参加ミュージシャン
- Hurry Xmas / L'Arc〜en〜Ciel
  - hyde：Vocal
  - ken：Guitar
  - tetsu：Bass
  - yukihiro：Drum
    - hyde：Keyboards
    - 久米大作：Keyboards, Strings & Brass Arrangement
    - Takeshi Hatano：Keyboards
    - 斎藤仁：Manipulate
    - 金原千恵子ストリングス：Strings
    - 小林正弘：Trumpets
    - 菅坡雅彦：Trumpets
    - 村田陽一：Trombones, Bass Trombone
    - 広原正典：Trombones
    - 近藤和彦：Alto Saxophone, Flute
    - 宮本大路：Tenor Saxphone
    - 佐藤芳明：Accordion
    - 岡野ハジメ：Tombourine
- I Wish 2007 / P'UNK〜EN〜CIEL
  - TETSU P'UNK：Vocal
  - HYDE P'UNK：Guitar, Backing Vocal
  - YUKI P'UNK：Bass, Backing Vocal
  - KEN P'UNK：Drum, Backing Vocal

## 初回生産限定盤（2007年）・2008年盤・2009年盤・2010年盤付属DVD

### 初回生産限定盤（2007年）、2008年盤付属DVD
※特殊ジャケット＋CD＋DVD＋封入特典
| #  | タイトル                                      | 作詞 | 作曲・編曲 |
| -- | --------------------------------------------- | ---- | ---------- |
| 1. | 「Hurry Xmas / L'Arc〜en〜Ciel」(Music Clip)  |      |            |
| 2. | 「I Wish 2007 / P'UNK〜EN〜CIEL」(Music Clip) |      |            |
| 3. | 「＜特典映像＞ Opening Movie of the Show」    |      |            |

- 限定ギフトBOXパッケージ
- Hurry Xmasスペシャルフォトカード封入
- わくわくオーナメント封入

### 2009年盤、2010年盤付属DVD
※特殊ジャケット＋CD＋DVD＋封入特典
| #  | タイトル                                | 作詞 | 作曲・編曲 |
| -- | --------------------------------------- | ---- | ---------- |
| 1. | 「Hurry Xmas / L'Arc〜en〜Ciel」(LIVE)  |      |            |
| 2. | 「I Wish 2007 / P'UNK〜EN〜CIEL」(LIVE) |      |            |

- DVDの収録内容は「TOUR 2007-2008 THEATER OF KISS」の各会場でのライヴの模様を組み合わせたものとなっている。
- 2009年盤の当初の発売予定日は2009年11月25日であったが、制作上の都合で2009年12月9日に延期となった。

## 収録アルバム
オリジナルアルバム
- 『KISS』 (#1)

セルフカバーアルバム
- 『P'UNK IS NOT DEAD』 (#2)